# Gerarctia teldeensis
Gerarctia teldeensis är en fjärilsart som beskrevs av Rudolf Pinker 1965. Gerarctia teldeensis ingår i släktet Gerarctia och familjen nattflyn. Inga underarter finns listade i Catalogue of Life.